# Inden (chemische Verbindung)
Inden (Betonung auf der Endsilbe: Inden) ist eine farblose Flüssigkeit mit aromatischem Geruch. Es gehört zu den Arenen. Der Name wurde 1888 von Roser aus Indonaphthen gebildet.

## Darstellung und Gewinnung
Inden wird durch Steinkohlenteerdestillation gewonnen. Zudem entsteht es bei der Erhitzung von Acetylen unter Luftabschluss.

## Eigenschaften
Inden, insbesondere 2H-Inden, polymerisiert an der Luft schon bei Raumbedingungen oder Lichteinwirkung. Daher existiert 2H-Inden nur in Form seiner Derivate. Es riecht aromatisch, die Geruchsschwelle liegt bei 0,07 bis 0,32 mg/m3. Inden ist brennbar, der Flammpunkt liegt bei 79 °C. In Wasser ist es unlöslich. Ein MAK-Wert ist für Inden nicht festgelegt. Inden reagiert heftig mit Oxidationsmitteln und die Nitrierung verläuft explosiv.

## Verwendung
Die Flüssigkeit wird als Lösungsmittel und zur Herstellung weiterer organischer Verbindungen sowie Inden-Cumaron-Harzen gebraucht. Inden spielt außerdem als Komplexligand von Übergangsmetallen bei der homogenen Katalyse eine wichtige Rolle. Es ist ein Ausgangsstoff für Azulen.